# Synchlora tenuimargo
Synchlora tenuimargo là một loài bướm đêm trong họ Geometridae.